# Бругиера
Бругие́ра, также брюгие́ра, бругье́ра, бругуйе́ра (лат. Bruguiéra) — род цветковых растений в составе семейства Ризофоровые (Rhizophoraceae).

## История описания
Род был впервые выделен в четвёртом томе «Методической энциклопедии» Ламарка, вышедшем 1 ноября 1798 года. Автором названия и первого описания является Жюль Сезар Савиньи (1777—1851), включивший в него единственный вид Rhizophora gymnorhiza L., 1753. Назван род в честь Жана-Гильома Брюгиера, натуралиста, принимавшего участие в написании первого тома работы, умершего 3 октября 1798 года.

## Описание
Для корневой системы характерны многочисленные коленчатые корни, способствующие снабжению кислородом подземных частей. Они растут неглубоко под поверхностью почвы, периодически поднимаясь над ней и погружаясь снова. 
Листья цельные, прилистники ланцетной формы, голые, до 4 см.
Соцветия — щитки с многочисленными мелкими или 1—3 крупными цветками, часто без предлистьев. Цветки обоеполые, 4—16-мерные, тычинок вдвое больше, чем лепестков. Лепестки разделены на две лопасти, скрывающие тычинки. При подлёте опылителя лепестки резко раскрываются, обнажая тычинки, таким образом пыльца выбрасывается на насекомое или небольшую птицу. Завязь нижняя, 2—4-гнёздная, в каждом гнезде по 2 семязачатка.
Плод одногнёздный, семя обычно единственное, реже имеются два семени, корешок начинает прорастать через верхушку плода, отрывая его от цветоложа.

## Ареал
Представители рода распространены в тропических регионах Старого Света — от юго-восточной Африки через Малезию до северной Австралии.

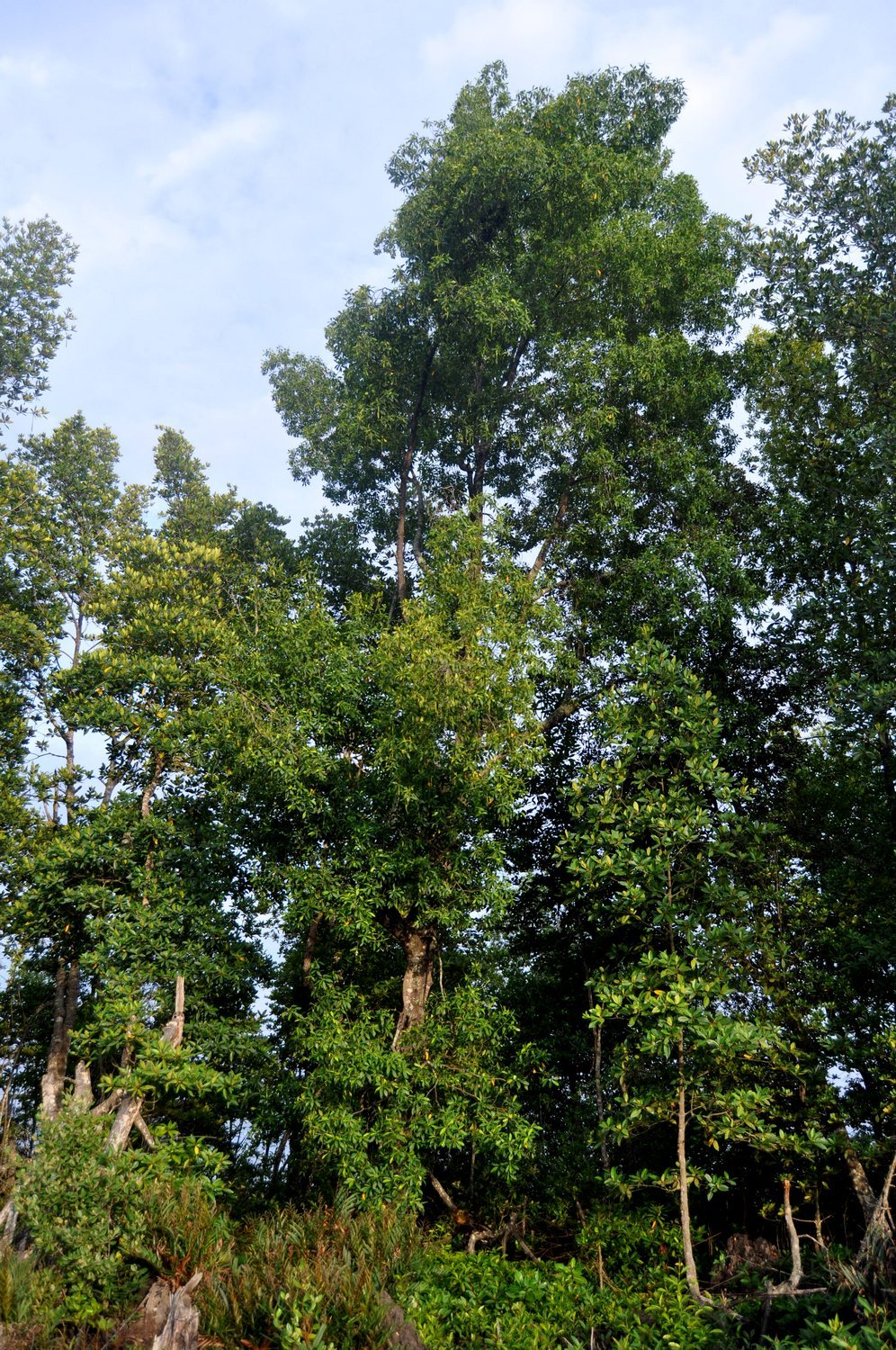
Бругиера мелкоцветная (Bruguiera parviflora) высотой 22м на юге острова Калимантан

## Систематика

### Синонимы
- Paletuviera Thouars, 1804, nom. inval.

### Виды
- Bruguiera cylindrica (L.) Blume, 1827
- Bruguiera exaristata Ding Hou, 1957
- Bruguiera gymnorhiza (L.) Savigny, 1798 — Бругиера голокорневая
- Bruguiera hainesii C.G.Rogers, 1919
- Bruguiera parviflora (Roxb.) Wight & Arn. ex Griff., 1836 — Бругиера мелкоцветная
- Bruguiera sexangula (Lour.) Poir., 1816 — Бругиера шестиугольная

### Таксономическая схема
|  |                  |  |                   |                                      |                          |  | ещё 58 порядков цветковых растений (APG III, 2009) | ещё 58 порядков цветковых растений (APG III, 2009) |                                 |  |         |  | ещё 17 родов, в том числе мангровые Цериопс, Канделия, Ризофора | ещё 17 родов, в том числе мангровые Цериопс, Канделия, Ризофора |  |
|  |                  |  |                   |                                      |                          |  | ещё 58 порядков цветковых растений (APG III, 2009) | ещё 58 порядков цветковых растений (APG III, 2009) |                                 |  |         |  | ещё 17 родов, в том числе мангровые Цериопс, Канделия, Ризофора | ещё 17 родов, в том числе мангровые Цериопс, Канделия, Ризофора |  |
|  |                  |  |                   | отдел Цветковые, или Покрытосеменные |                          |  |                                                    |                                                    | семейство Ризофоровые           |  |         |  |                                                                 |                                                                 |  |
|  |                  |  |                   | отдел Цветковые, или Покрытосеменные |                          |  |                                                    |                                                    | семейство Ризофоровые           |  | 6 видов |  |                                                                 |                                                                 |  |
|  | царство Растения |  |                   |                                      | порядок Мальпигиецветные |  |                                                    |                                                    | род Бругиера                    |  |         |  |                                                                 |                                                                 |  |
|  | царство Растения |  |                   |                                      |                          |  |                                                    |                                                    |                                 |  |         |  |                                                                 |                                                                 |  |
|  |                  |  | ещё 13—16 отделов | ещё 13—16 отделов                    |                          |  |                                                    | ещё 35 семейств (APG III, 2009)                    | ещё 35 семейств (APG III, 2009) |  |         |  |                                                                 |                                                                 |  |
|  |                  |  |                   | ещё 13—16 отделов                    |                          |  |                                                    |                                                    | ещё 35 семейств (APG III, 2009) |  |         |  |                                                                 |                                                                 |  |